# Pavel Trávníček
Pavel Trávníček (* 26. října 1950 Konice) je český herec, moderátor a divadelní režisér, známý rolí prince ve filmové pohádce Tři oříšky pro Popelku (1973).

## Život
V roce 1973 vystudoval činoherní herectví na Janáčkově akademii múzických umění v Brně. Po studiích začal hrát v Divadle bratří Mrštíků v Brně, později působil v Divadle E. F. Buriana a od roku 1982 v Městských divadlech pražských. V letech 1990–1993 byl uměleckým šéfem Hudebního divadla v Karlíně. Od roku 1993 působí na volné noze, a to zejména v rámci vlastní umělecké agentury Marcus a v Divadle Skelet (od roku 2006 přejmenováno na Theatre Illusion Biograf), které založil v roce 1998. V roce 1997 na tv Prima moderoval Carusošou.Se Sabinou Laurinovou moderoval televizní pěveckou soutěž amatérů Do-re-mi. V roce 2021 se zúčastnil soutěže StarDance …když hvězdy tančí, konkrétně jedenácté řady. Jeho taneční partnerkou byla Veronika Lálová, se kterou vypadl ve druhém kole.
V lednu 2022 přinesl web eXtra.cz informaci o obvinění z údajného sexuálního zneužití. Následně se ozvalo několik dalších žen s údajně podobnou zkušeností, načež Policie České republiky zahájila vyšetřování. V létě 2022 policie vyšetřování dvou skutků z let 2000 a 2002 odložila. Podle policie se skutky staly, avšak starší z nich nenaplnil podle tehdy platného zákona definici znásilnění a u mladšího z nich nebylo doloženo násilí, pohrůžka násilí či využití bezmocnosti oběti (i v případě jejich doložení by byl skutek promlčen v roce 2007).

## Rodinný život

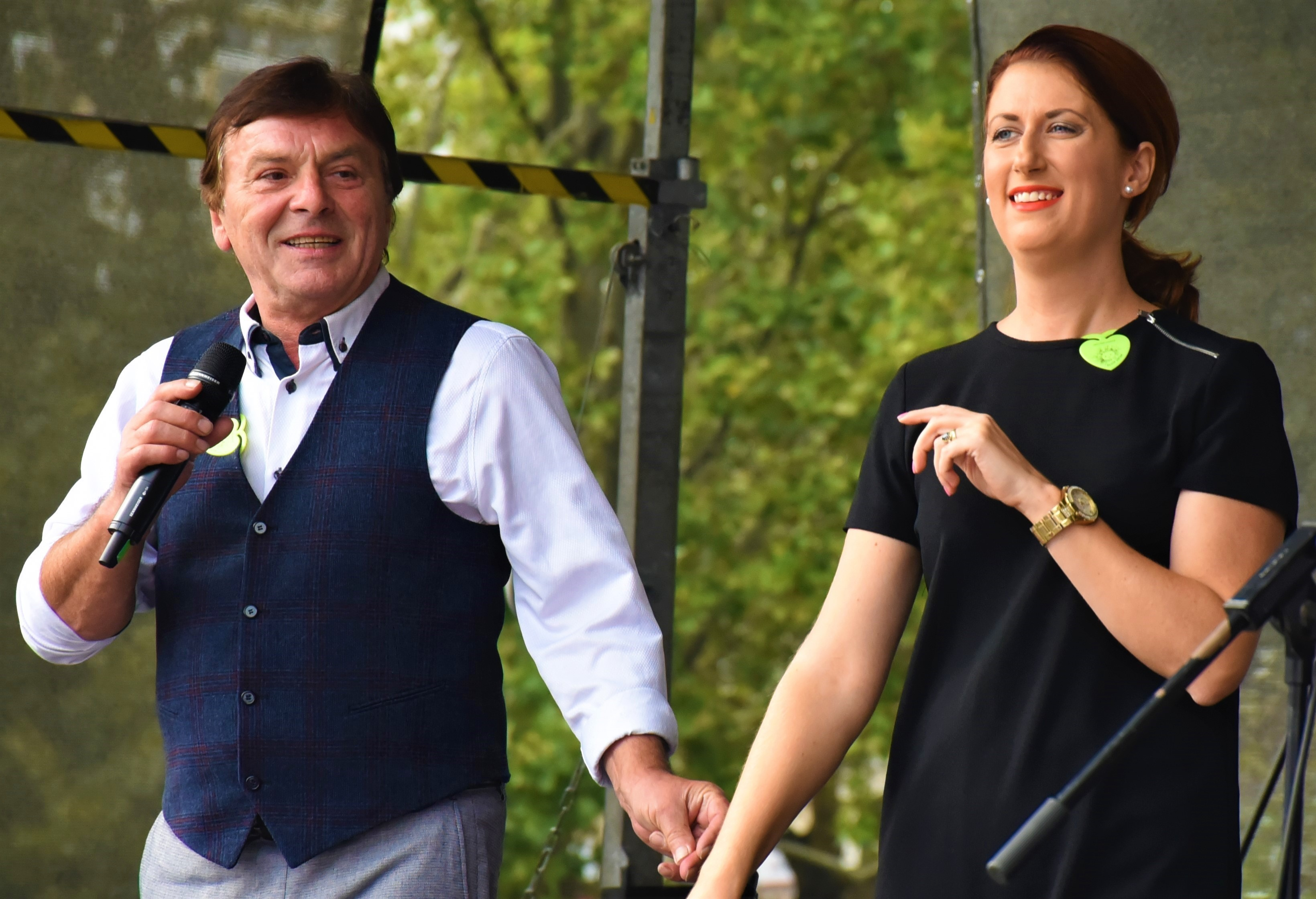
Pavel Trávníček a Monika Fialková (2019)

První manželkou Pavla Trávníčka byla herečka Simona Stašová, druhou baletka Eva Štefková, třetí provozní divadla Skelet Lucie Vrbová. V roce 2015 se oženil s Monikou Fialkovou. S Evou Štefkovou má syna Adama, s herečkou a režisérkou Helenou Dytrtovou, se kterou nebyli svoji, syna Pavla a s Monikou Fialkovou syna Maxmiliána. 

## Zajímavost
Ve svých prvních filmech byl kvůli moravskému projevu namluven jinými herci (jako princ v pohádce Tři oříšky pro Popelku byl při postsynchronech namluven Petrem Svojtkou), zatímco později se vypracoval na dabingového herce – mj. Alaina Delona a Alana Aldy (především v seriálu M*A*S*H). V roce 1979 hrál prince ve filmové pohádce Sněženka a Růženka s Julií Jurištovou.
Za účast na obnovené premiéře filmu Tři oříšky pro Popelku v Norsku v prosinci 2015 požadoval honorář 10 000 dolarů za den.

## Vybraná filmografie
- 1973: Tři oříšky pro Popelku (princ)
- 1976: Sebechlebskí hudci (Peter)
- 1976: Čas lásky a naděje (Egon)
- 1977: Příběh lásky a cti (redaktor Schwarz)
- 1979: Drsná Planina
- 1979: Sněženka a Růženka (princ)
- 1980: Svítalo celou noc
- 1982: Třetí princ (princ Jaromír a princ Jaroslav)
- 1984: Kukačka v temném lese (Krumey)
- 1985: Podivná přátelství herce Jesenina (Jan Veselý)
- 1986 Mladé Víno
- 1992 Přítelkyně z domu smutku
- 1992 Uctívá Poklona pane Kohn
- 1994 Laskavý divák promine
- 1995 Hříchy pro diváky detektivek
- 1999 Policajti z předměstí
- 2006 Lojzička je číslo
- 2008 Ošklivka Katka
- 2009 Vyprávěj ( Mikuláš Dvořák)
- 2013 Gympl s ručením omezeným
- 2013 Obchodníci ( ředitel léčebny)
- 2014 Stopy Života
- 2014 Tajemství pouze služební
- 2014: Bardi (Emil Stroupežnický)
- 2016 Ohnivý kuře
- 2018 Vzteklina
- 2022 Andílci za školou

## Ocenění
- Medaile Za zásluhy , I. stupně (2020)